# Laurent Lafforgue
Laurent Lafforgue (Antony (Hauts-de-Seine), 6 de novembro de 1966) é um matemático francês.